# Gio Evan
Gio Evan, pseudonimo di Giovanni Giancaspro (Molfetta, 21 aprile 1988), è uno scrittore, poeta e cantautore italiano.

## Biografia
A vent'anni scrive il suo libro d'esordio Il florilegio passato, una raccolta in versi sul suo viaggio in India; il libro è autoprodotto e viene distribuito dallo stesso autore per le strade in Italia.
Tra il 2012 e il 2013 fonda Le scarpe del vento, progetto musicale dove scrive, canta e suona la chitarra. Pubblica indipendentemente il suo primo disco, Cranioterapia.
Nei quattro anni successivi continua i suoi viaggi attraverso l'Europa e il Sud America.
Nel 2014 inizia due progetti per le strade francesi: Gigantografie e Le poesie più piccole del mondo. Lo stesso anno pubblica il suo secondo libro, e primo romanzo, La bella maniera.
Torna alla scrittura in versi nel 2015 con la raccolta Teorema di un salto, ragionatissime poesie metafisiche (Narcissuss) che gli fa guadagnare un contratto per la Miraggi edizioni, con cui pubblica il successivo Passa a sorprendermi, oltre a scrivere e dirigere l'opera Oh Issa - Salvo per cielo.
Nel frattempo la sua fama cresce grazie anche al successo su social network come Instagram e Facebook in cui condivide brevi aforismi in versi tratti dalle sue opere. Nel 2017 pubblica con Fabbri Editori Capita a volte che ti penso sempre, a cui fa seguito l'anno successivo Ormai tra noi è tutto infinito. Nel 2018 suona al Sziget Festival di Budapest sul Lightstage. Nel 2018 pubblica per MArteLabel il suo primo album Biglietto di solo ritorno. In primavera pubblica il nuovo romanzo Cento cuori dentro edito sempre da Fabbri Editori seguito mentre nell'autunno del 2019 esce il suo secondo album, Natura molta, distribuito da Artist First.
Dopo un altro tour tra novembre e febbraio 2020 l'artista pubblica per Fabbri Editori Se c’è un posto bello sei te, uscito il 5 maggio 2020. Il 15 dello stesso mese esce il singolo Regali fatti a mano (Polydor / Universal).
Il 28 giugno 2020 inizia da Bologna il tour "Albero ma estro". 
L'11 settembre dello stesso anno si esibisce ed è premiato con la Targa Musica da Bere nell'ambito dell'omonima manifestazione. 
Il 6 ottobre esce il suo libro I ricordi preziosi di Noah Gingols con illustrazioni di Ferruccio Carubini edito da Fabbri Editori e a distanza di un mese, il 6 novembre, esce il suo singolo Glenn Miller per la casa discografica Polydor (Universal Music Italia).
Il 17 dicembre 2020 viene annunciato a Sanremo Giovani 2020 il suo debutto tra i Big sul palco dell'Ariston al Festival di Sanremo 2021 con il brano Arnica. Il singolo, scritto da lui e prodotto da Katoo, è parte del nuovo album Mareducato uscito successivamente il 12 marzo 2021 per l'etichetta Polydor (Universal Music Italia). 
Il 16 marzo 2021 viene pubblicato il libro di poesie Ci siamo fatti mare, edito da Rizzoli.
Il 18 novembre 2021 inizia nei teatri il tour "Abissale".
Il 13 maggio 2022 esce il singolo Hopper (Capitol / Universal) e il 17 dello stesso mese pubblica il nuovo romanzo Vivere a squarciagola, edito da Rizzoli.
Il 1º luglio 2022 organizza al Carroponte di Sesto San Giovanni, insieme al suo management, la prima edizione di Evanland, festival internazionale del mondo interiore, una giornata dedicata alla crescita spirituale, alla sensibilità ecologica e alla musica. Nell'area parco del Carroponte vengono allestite diverse zone per varie attività e nell'occasione Evan presenta il libro Vivere a squarciagola. In serata si esibiscono Caterina, Comete, Chiara Galiazzo e Simona Molinari per concludere con l'unico live di Gio Evan dell'anno.
Il 28 ottobre 2022 pubblica il nuovo singolo De Dominicis (Capitol / Universal) e annuncia subito dopo il nuovo tour Sull'Emani, che va sold out in pochi giorni mentre il 6 gennaio 2023 sempre per la Capitol Records pubblica Fontana (Capitol / Universal) il suo nuovo singolo. Sempre nel gennaio del 2023 annuncia la seconda edizione di Evanland, questa volta con 2 appuntamenti uno a Roma e l'altro a Milano.
Il 23 giugno 2023 esce il singolo Carrà per la Capitol Records (Capitol / Universal), un omaggio a Raffaella Carrà.
Il 24 ottobre 2023 viene pubblicato il libro antologico Il piccolo libro delle grandi domande, edito da Rizzoli.
Il 27 ottobre 2023 esce il singolo Modì per la Capitol Records (Capitol / Universal).
Il 17 novembre 2023 esce il singolo Andy Warhol per la Capitol Records (Capitol / Universal).
Il 19 gennaio 2024 esce il suo quarto album "Ribellissimi" per la Capitol Records (Capitol / Universal).
Dopo l’uscita del disco inizia Fragile/inossidabile, il tour dei teatri registrando 16 sold-out su 16 date a cui fanno seguito altre 20 date estive nel nuovo concept MoksaBar tour.
Il 4 Ottobre viene pubblicato il nuovo singolo Palo Santo (Lovassai / Ada Music).
Il 20 dicembre 2024 esce il nuovo disco BDSR un rework di Biglietto di Solo Ritorno con alcune poesie inedite.

## Opere

### Poesia
- Il florilegio passato – stampato in proprio, 2008
- Teorema di un salto – StreetLib, 2015
- Passa a sorprendermi – Miraggi Edizioni, 2016
- Capita a volte che ti penso sempre – Fabbri Editori, 2017
- Ormai tra noi è tutto infinito – Fabbri Editori, 2018
- Se c’è un posto bello sei te – Fabbri Editori, 2020
- Ci siamo fatti mare – Rizzoli, 2021
- Passa a sorprendermi – (Nuova edizione) Rizzoli 2022
- Non perdermi sul serio - Poesie e meditazioni per ritrovarsi – Rizzoli 2023

### Romanzi
- La bella maniera – Narcissus, 2014
- Cento cuori dentro – Fabbri Editori, 2019
- I ricordi preziosi di Noah Gingols – Fabbri Editori, 2020
- Vivere a squarciagola - Rizzoli, 2022
- Le chiamava persone medicina - Rizzoli, 2025

### Antologia
- Il piccolo libro delle grandi domande - Rizzoli 2023

## Discografia

### Album in studio
- 2018 – Biglietto di solo ritorno (MArteLabel)
- 2019 – Natura molta (Baobab Music)
- 2021 – Mareducato (Polydor / Universal Music)
- 2024 - Ribellissimi (Capitol Records Italy/ Universal Music)
- 2024 - BDSR (Lovassai / Ada Music)

### Singoli
- 2017 – Più in alto
- 2017 – Posti
- 2018 – Pane in cassetta
- 2018 – A piedi il mondo
- 2018 – Joseph Beuys
- 2019 – Himalaya Cocktail
- 2019 – Amazzonia
- 2019 – Scudo
- 2019 – Klimt
- 2020 – Regali fatti a mano
- 2020 – Glenn Miller
- 2021 – Arnica
- 2021 – Metà mondo
- 2022 – Hopper
- 2022 – De Dominicis
- 2023 – Fontana
- 2023 – Carrà
- 2023 – Modì
- 2023 – Andy Warhol
- 2024 – Palo Santo
- 2025 – Turno di Notte
- 2025 – l'universo da fermo
- 2025 – spirito guida

Come artista ospite
- 2021 – Sole quando piove (con Random)